# Gros-Cerveau
Pour les articles homonymes, voir Gros.
Le Gros-Cerveau est une montagne située dans le Var entre les communes d'Ollioules et de Sanary-sur-Mer et faisant partie des Monts toulonnais. Elle culmine à 446 mètres d'altitude et offre des points de vue sur la Méditerranée, les villes alentour telles Toulon, Sanary-sur-Mer, Bandol et jusqu'aux îles au large de Marseille. L’accès principal se fait par la route du Gros-Cerveau (D 2020) située sur la commune d'Ollioules.
Sur la crête, deux fortifications défensives construites entre 1890 et 1900 par le général Séré De Rivières — l'ouvrage de la Pointe et le fort du Gros-Cerveau — sont toujours visibles.

## Toponymie
Le nom provençal est lou Grand Cervèu ou lou Gros Cervèu. Si cervèu se traduit par « cerveau » en français, lou cervèu est en fait ici une variante de lou cèrvi qui signifie « le cerf ». Il s'agit donc du « grand cerf ». Certains ouvrages indiquent que « ce nom proviendrait du provençal Lou Gro Cervo qui signifie « le Grand Cerf », une créature légendaire qui aurait vécu dans ce massif au XVIIIe siècle ». Cette étymologie « lou cervo » est erronée. Par ailleurs Philippe Blanchet indique que « les noms des reliefs sont souvent donnés en fonction d'une forme plus ou moins ressemblante avec des animaux. Ainsi on trouve [...] lou Gros Cervèu (le Grand Cerf), [...] le Croupatas (le Corbeau), [etc.] », sans aucune référence à une quelconque créature légendaire.

## Activités

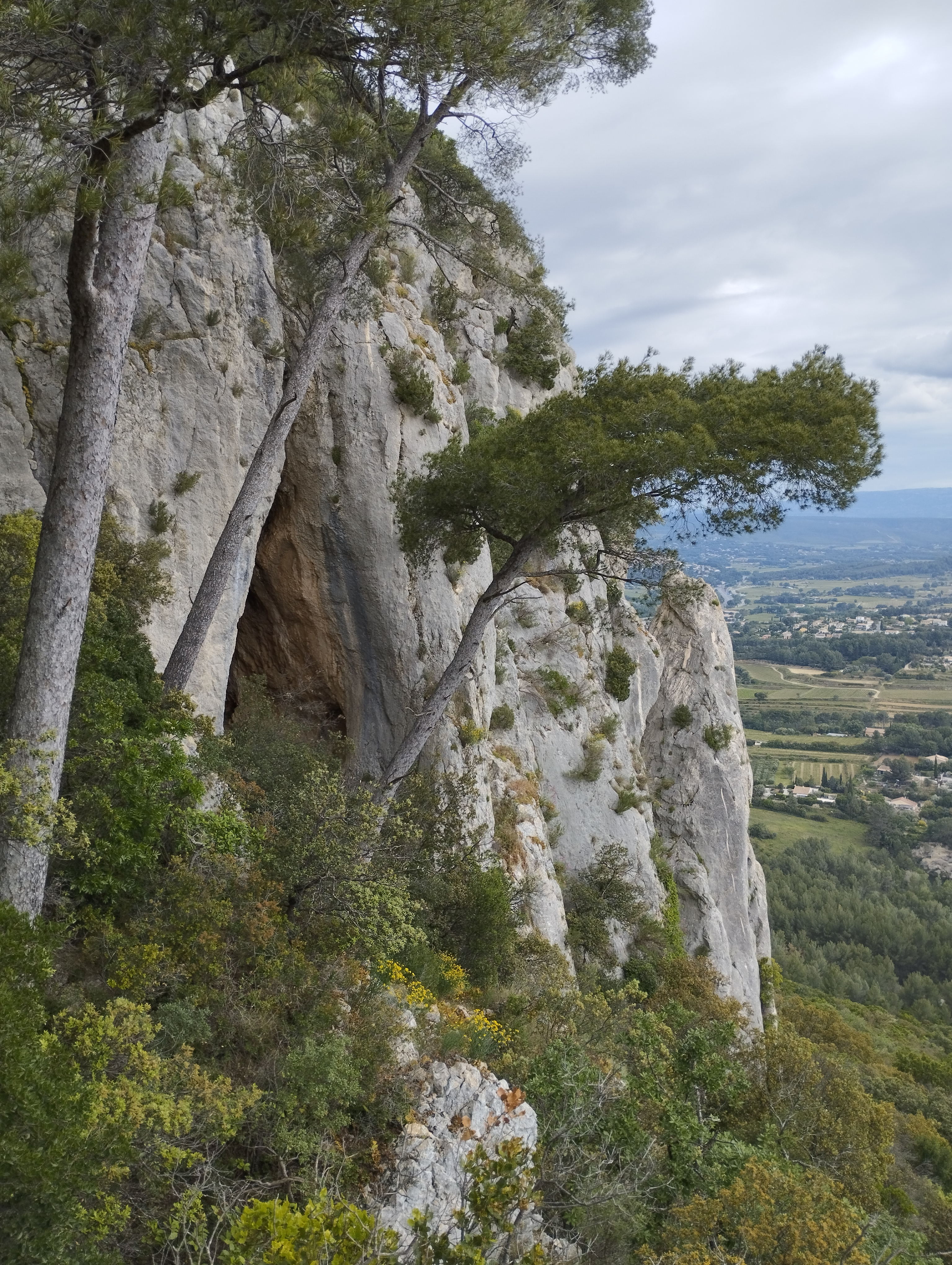
Grotte de Garou, massif du Gros-Cerveau.

### Randonnées
Le massif du Gros-Cerveau est traversé par le sentier de grande randonnée GR 51.

### Escalade
Le massif comporte dix secteurs équipés pour la pratique de l'escalade sportive : les casemates, les dalles, Zébulon, les papys, vitamine, les labours, la relax, petite brune, grandes voies, les passantes.

### Astronomie
Le site dispose d'un observatoire astronomique ; des travaux d'extension y ont été réalisés en 2017.

### Protection environnementale
Le Gros-Cerveau est un site classé comme une zone naturelle d'intérêt écologique, faunistique et floristique (ZNIEFF 930012488).